# José Rodríguez Carbonell
José Rafael Rodríguez Carbonell (28 de marzo de 1959) es un deportista cubano que compitió en judo.
Participó en los Juegos Olímpicos de Moscú 1980, obteniendo una medalla de plata en la categoría de –60 kg. En los Juegos Panamericanos consiguió dos medallas en los años 1983 y 1987.
Ganó dos medallas en el Campeonato Panamericano de Judo en los años 1984 y 1985.

## Palmarés internacional
| Juegos Olímpicos        | Juegos Olímpicos              | Juegos Olímpicos  | Juegos Olímpicos |
| Año                     | Lugar                         | Medalla           | Categoría        |
| ----------------------- | ----------------------------- | ----------------- | ---------------- |
| 1980                    | Moscú ( URSS)                 | Medalla de plata  | –60 kg           |
| Juegos Panamericanos    |                               |                   |                  |
| Año                     | Lugar                         | Medalla           | Categoría        |
| 1983                    | Caracas (Venezuela)           | Medalla de oro    | –60 kg           |
| 1987                    | Indianápolis (Estados Unidos) | Medalla de bronce | –60 kg           |
| Campeonato Panamericano |                               |                   |                  |
| Año                     | Lugar                         | Medalla           | Categoría        |
| 1984                    | Ciudad de México (México)     | Medalla de plata  | –60 kg           |
| 1985                    | La Habana (Cuba)              | Medalla de bronce | –60 kg           |